# España en el Campeonato Europeo de Atletismo de 1974
La selección española de atletismo participó en el Campeonato Europeo de Atletismo de 1974, celebrado en el Estadio Olímpico de Roma entre el 2 y el 8 de septiembre de 1974, con un total de 18 atletas (17 hombres y 1 mujer). 3 de los hombres solo estaban inscritos en los relevos y uno de ellos no llegó a participar.

## Medallistas
Los atletas españoles no consiguieron ninguna medalla en este campeonato.

## Resultados
El detalle de la actuación española en la XI edición de los Campeonatos de Europa de Atletismo se recoge en las siguientes tablas:

### Hombres

#### Carreras
| Atleta                                                                    | Prueba            | Series  | Series | Semifinal      | Semifinal      | Final          | Final          |
| Atleta                                                                    | Prueba            | Marca   | Puesto | Marca          | Puesto         | Marca          | Puesto         |
| ------------------------------------------------------------------------- | ----------------- | ------- | ------ | -------------- | -------------- | -------------- | -------------- |
| Javier Martínez                                                           | 100 m             | 10.82   | 22.º   | No clasificado | No clasificado | No clasificado | No clasificado |
| Miguel Ángel Arnau                                                        | 200 m             | 21.72   | 26.º   | No clasificado | No clasificado | No clasificado | No clasificado |
| Luis Sarriá                                                               | 200 m             | 21.54   | 21.º   | No clasificado | No clasificado | No clasificado | No clasificado |
| Andrés Ballbé                                                             | 800 m             | 1:48.2  | 13.º   | No clasificado | No clasificado | No clasificado | No clasificado |
| Fernando Cerrada                                                          | 5000 m            | 13:56.8 | 14.º   | —              | —              | No clasificado | No clasificado |
| Mariano Haro                                                              | 10 000 m          | —       | —      | —              | —              | 28:36.00       | 8.º            |
| Gerardo Calleja                                                           | 110 m vallas      | 14.54   | 20.º   | No clasificado | No clasificado | No clasificado | No clasificado |
| Juan Lloveras                                                             | 110 m vallas      | 14.60   | 21.º   | No clasificado | No clasificado | No clasificado | No clasificado |
| Antonio Campos                                                            | 3000 m obstáculos | 8:38.2  | 15.º   | —              | —              | No clasificado | No clasificado |
| José Luis Sánchez Paraíso Luis Sarriá Juan Sarrasqueta Miguel Ángel Arnau | Relevo 4 × 100 m  | 40.01   | 8.º q  | —              | —              | 39.87          | 6.º            |
| Agustín Fernández                                                         | Maratón           | —       | —      | —              | —              | --             | DNF            |

1. ↑  Francisco Espinach también formaba parte del equipo, pero no llegó a competir en él.
2. 1 2  Con cronometraje eléctrico; el récord de España con cronometraje manual era 39.7

#### Concursos
| Atleta           | Prueba            | Clasificatoria | Clasificatoria | Final          | Final          |
| Atleta           | Prueba            | Marca          | Puesto         | Marca          | Puesto         |
| ---------------- | ----------------- | -------------- | -------------- | -------------- | -------------- |
| Rafael Blanquer  | Salto de longitud | 7.66           | 11.º q         | 7.38           | 11.º           |
| Gustavo Marqueta | Salto de altura   | 2.11           | 22.º           | No clasificado | No clasificado |
| Martín Perarnau  | Salto de altura   | 2.08           | 27.º           | No clasificado | No clasificado |

#### Pruebas combinadas – Decatlón
| Atleta      | Prueba | 100   | Longitud | Peso  | Altura | 400   | 100v  | Disco | Pértiga | Jabalina | 1500   | Puntos | Puesto |
| ----------- | ------ | ----- | -------- | ----- | ------ | ----- | ----- | ----- | ------- | -------- | ------ | ------ | ------ |
| Rafael Cano | Marca  | 11.38 | 6.79     | 11.24 | 1.89   | 49.57 | 15.49 | 33.58 | 4.20    | 54.34    | 4:43.8 | 7024   | 15.º   |

### Mujeres

#### Carreras
| Atleta        | Prueba | Series  | Series | Semifinal | Semifinal | Final   | Final  |
| Atleta        | Prueba | Marca   | Puesto | Marca     | Puesto    | Marca   | Puesto |
| ------------- | ------ | ------- | ------ | --------- | --------- | ------- | ------ |
| Carmen Valero | 1500 m | 4:13.02 | 11.ª q | —         | —         | 4:11.61 | 7.ª    |
| Carmen Valero | 3000 m | —       | —      | —         | —         | 9:35.4  | 15.ª   |